# K.L.B. Trio
A K.L.B. Trio (K.L.B.) egy 2008-ban alakult magyar dzsesszegyüttes. 
A zenekar 2009-ben adta ki első lemezét Just Like Jazz címen és az év végén be is fejezte pályafutását.

## Története
A zenekart Kaltenecker Zsolt alapította 2008. április 22-én, mint egy blues-os hangvételű együttest. A zenekar neve a három tag vezetéknevének kezdőbetűiből származik, vagyis Kaltenecker Zsolt, Lukács Péter és Borlai Gergő. A kezdetekben „K.L.B. Organ Trio”-ként léptek fel, majd az „organ trio” kifejezést elhagyták, mivel az együttes billentyűse, Kaltenecker, már nem orgonán, hanem szintetizátoron játszott. 2008. szeptember 23-tól egészen október 7-ig Szlovákiában és Csehországban turnéztak, ahol felvették első lemezükhöz, a Just Like Jazz-hez a dalokat. Az együttes leginkább ezen a két hetes turnén formálódott át, mind zeneileg, mind pedig hangzásilag és már nem kifejezetten blues-t adtak elő, hanem dzsesszesebb, jazz-rock-osabb, szabad improvizációkból álló számokat, továbbá Pink Floyd és Depeche Mode feldolgozásokat is.
Az együttesben, nem volt zenekarvezető és a repertoárjukban Lukács-szerzemények és Borlai-dalok is szerepeltek. A csapatban a basszus szólamot Kaltenecker játszotta billentyűn így nem volt basszusgitáros vagy nagybőgős sem.
2009. április 7-én a zenekar kiadta első lemezét Just Like Jazz címen, s ugyan ezen a napon volt a lemezbemutató koncert az A38 Hajón.
2009. szeptember 17-én Borlai a következőt írta a fórumán a K.L.B. Trió új albumával kapcsolatban: „A K.L.B. következő lemeze valószínűleg tavaszra várható.” Majd pár hónappal később, november 29-én ezt közölte:
"A K.L.B. Trio befejezi pályafutását. December 6-án lesz az utolsó koncert a Vigyázó Sándor Művelődési házban".

## Turné 2008
A formáció 2008 szeptemberében a következő cseh és szlovák városokban lépett fel:
| Dátum                       | Helyszín                       |
| --------------------------- | ------------------------------ |
| 2008. szeptember 23., 19h   | Csehország, Mladá Boleslav     |
| 2008. szeptember 24., 20h   | Csehország, České Budějovice   |
| 2008. szeptember 25., 20h   | Csehország, Vrchlabí           |
| 2008. szeptember 26., 14:45 | Csehország, Jablonec nad Nisou |
| 2008. szeptember 26., 21h   | Csehország, Ostrov u Tisé      |
| 2008. szeptember 27., 20h   | Csehország, Český Krumlov      |
| 2008. szeptember 28., 21h   | Csehország, Prága              |
| 2008. szeptember 29., 20h   | Csehország, Kolín              |
| 2008. szeptember 30., 20h   | Csehország, Brno               |
| 2008. október 1., 19h       | Csehország, Třebíč             |
| 2008. október 2., 20h       | Csehország, Olomouc            |
| 2008. október 3., 19:30     | Szlovákia, Trencsén            |
| 2008. október 4., 20h       | Csehország, Český Těšín        |
| 2008. október 5., 20h       | Csehország, Břeclav            |
| 2008. október 6., 20h       | Szlovákia, Pozsony             |
| 2008. október 7., 20h       | Szlovákia, Léva                |

## Diszkográfia
- 2009 - Just Like Jazz

## Külső hivatkozások
- MySpace: K.L.B. Trio
- Kaltenecker Zsolt hivatalos oldala
- Lukács Péter hivatalos oldala
- Borlai Gergő hivatalos oldala